# 성 바실리 대성당
성 바실리 대성당(러시아어: Храм Василия Блаженного 흐람 바실리야 블라젠노고[*])은 모스크바의 붉은 광장에 있는 러시아 정교회 성당이다. 그 당시 모스크바 대공국의 대공이었던 이반 4세가 러시아에서 카잔 칸을 몰아낸 것을 기념하며 봉헌한 성당이다. 1555년 건축을 시작하여 1561년 완공하였다. 1600년에 이반 대제의 종탑이 완공되기 전까지는 러시아에서 가장 높은 건축물이기도 하였다.
원래 성당 건물은 8개의 교회들이 중앙의 교회 건물 1개를 감싸고 있는 형태로, 당시에는 '삼위일체 교회', 혹은 '삼위일체 대성당'으로 불렸다. 1588년에는 러시아에서 존경받는 성인인 성 바실리의 무덤 위에 '중보의 교회'라고 불리는 10번째 성당이 완공됨으로써 현재 우리가 볼 수 있는 성 바실리 대성당의 모습이 탄생하게 된 것이다. 16세기와 17세기 동안, 이 곳은 천국을 지상 세계 위에 재현한 것으로 여겨졌고, 흔히 기독교의 성지 예루살렘을 상징하는 것으로 받아들여졌다. 이 때문에 모스크바 총대주교하고 차르가 참석한 성지주일 기도 때, 이 곳이 예루살렘 성전의 역할을 맡아 미사를 집전하였다.
성 바실리 대성당의 돔들은 마치 불꽃이 위로 솟아올라가는 듯한 양식을 취하고 있는데, 이는 어느 나라에서도 찾아보기 힘든 건축 방식이다. '러시아 건축과 서양'의 저자 드미트리 쉬브드코브스키는, "이 건물은 러시아의 그 어떤 건물과도 비슷하지 않다. 또한 지난 1,000년간 내려오는 비잔티움 양식의 건물들과도 유사하지 않다..... 이 건물의 아름다움은 그 비현실성, 복잡함, 찬란한 세부 디테일에 있다."라고 적었다. 성 바실리 대성당은 17세기에 최고조를 이루는 러시아 전통 건축술의 원형이기도 하다.
이후 러시아 제국이 무너지고 소련이 들어서자, 소련은 무신론을 내세우며 성 바실리 대성당을 1928년에 국립 역사 박물관으로 바꾸었다. 1988년 출시되었던 테트리스 게임의 메인화면에 등장하였기 때문에 흔히 테트리스 성당이라고 불리었으며, 대성당은 옆의 붉은 광장하고 크렘린 궁과 함께 1990년 유네스코 세계문화유산에 등재되었다. 냉전 기간 동안 '크렘린'을 상징하는 모습으로 매스컴에 워낙 많이 등장하였기에, 아직까지도 이 건물을 크렘린궁으로 아는 사람들이 적지 않다. 1997년부터는 다시 러시아 정교회로부터 이 곳에서 미사를 집전하는 것이 가능해졌다.
성 바실리 대성당에는 러시아 양식과 비잔틴 양식이 혼합되어 있다. 47미터 되는 팔각형의 첨탑을 중앙으로 하여 주변에 8개의 양파 모양의 지붕들이 배열되어 있으며 예배당의 모양을 형성하는 육각형 모양의 다각형 첨탑 4개하고 그 사이 4개의 원형탑이 솟아 있어 총 12개의 탑이 있는데, 이는 예수하고 12제자를 상징한다. 탑들은 서로 무질서하게 배열되어있는 듯 하나, 그 속에서 조화로움을 추구하는 독특한 구조로 배치되어 있다.

## 역사

### 이반 4세의 건축
원래 성 바실리 대성당이 있던 곳은 크렘린 궁과 주거 지역 사이에 있는 북적이는 시장터였다. 시장 한가운데에는 삼위일체 교회가 있었다. 이 교회는 드미트리 돈스코이가 크렘린 궁을 지으며 함께 지은 백색 돌로 지은 석조 건물이었다고 한다. 이후 이반 4세가 제위에 등극하고, 러시아에서 카잔 칸을 몰아낸 것을 기념하기 위하여 삼위일체 교회 옆에 목조 기념물을 지었다고 한다. 나중에 이반 4세가 아스트라한 칸국 정벌을 끝마칠 당시에는, 이미 교회 옆에 7개에 달하는 기념물들이 세워져 있었다. 1554년 가을, 이반 4세에 의해 '중보의 교회'가 새롭게 지어졌고, 그 다음해에는 그의 업적을 기리기 위하여 삼위일체 교회가 있는 자리에 새롭게 석조로 거대한 대성당을 세울 것을 명했다. 특히 이반 4세는 이 대성당을 크렘린 궁의 성벽 안쪽이 아닌 바깥쪽에 지었는데, 이러한 조치로 인해 대성당에 더 쉽게 들락날락할 수 있는 평민들은 좋아했으나, 러시아의 귀족 계급들은 달갑게 여기지 않았다.
성 바실리 대성당을 지은 건축가가 누구인지는 아직까지도 확실하게 밝혀지지 않았다. 구전에 의하면 바르마와 보스트니크, 이 2명의 건축가가 이 성당을 설계하였다고 한다. 러시아 문화부 사이트에서는 '바르마와 보스트니크 야코브레브'라고 적혀있기도 하다. 어떤 학자들은 이 두 이름이 사실은 '보스트니크 야코브레브'라는 한 사람을 칭한다고 주장하기도 하지만, 이 주장의 사실성에 대해서는 아직까지도 논란이 있다. 어쨌든 전설에 의하면 이반 4세가 성 바실리 대성당의 모습에 반하여, 다시는 이런 건물을 지을 수 없도록 대성당의 건축가들의 눈을 멀게 하였다고 하지만, 이는 사실이 아닌 것으로 보인다. 이 두 건축가의 이름은 모스크바 성모승천사원의 건축, 그리고 카잔 크렘린의 건축에도 등장하기 때문이고, 보스트니크 야코브레브가 1560년대까지도 여전히 활동했다는 기록이 있기 때문이다.

### 1583년-1596년

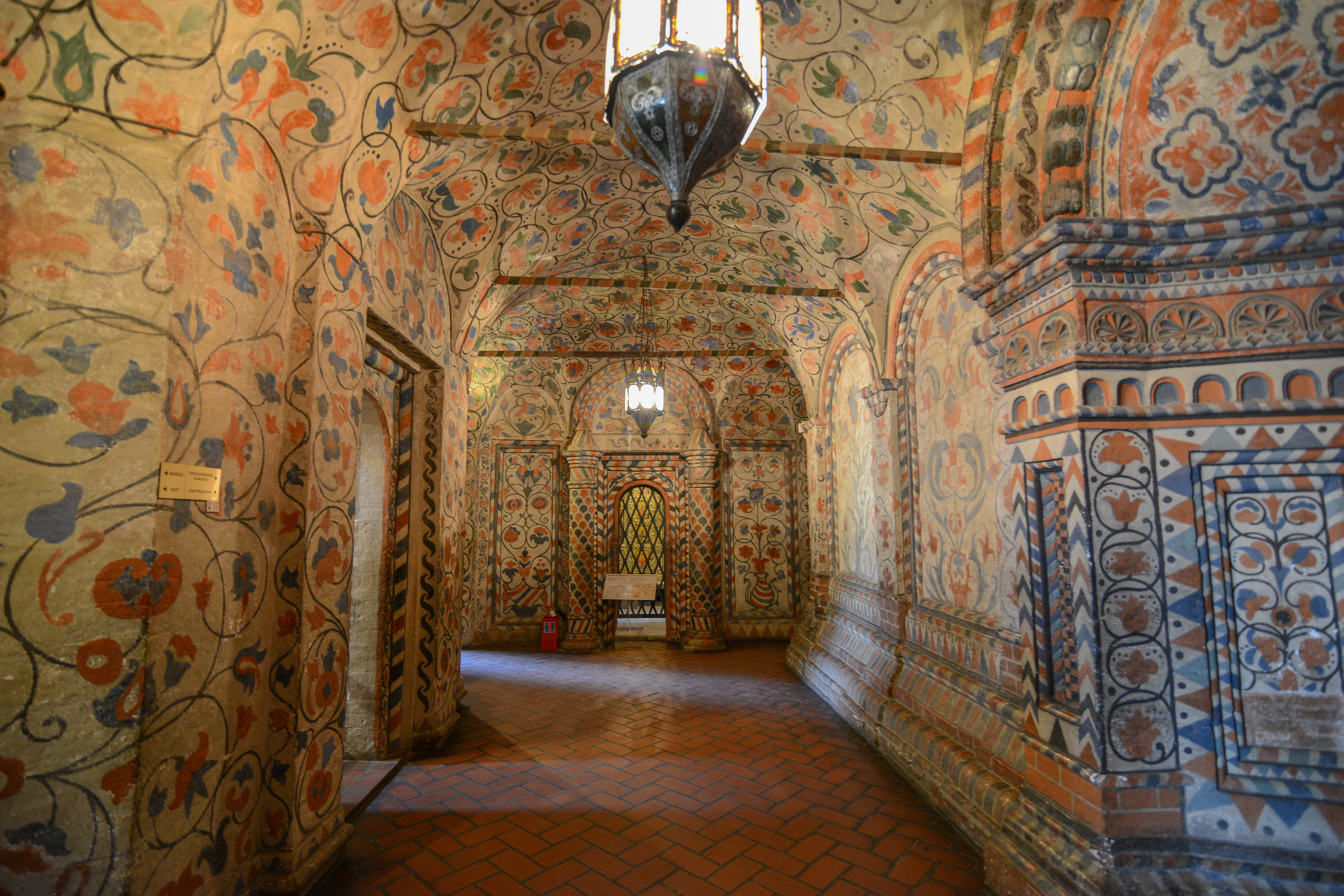
대성당 내부 모습

삼위일체 교회는 1583년에 화재로 전소한 후 1593년에 복구된다. 1588년에, 복구 작업과 함께 성 바실리에게 바쳐진 9번째 성소가 북동쪽에 있는 총대주교의 성소 옆에 새롭게 세워진다. 또다른 성인인 '이반'은 1589년에 이 곳에 묻혔고, 그를 기리는 성소가 1672년에 동남쪽 아케이드 안에 세워졌다.
성 바실리 대성당의 천장 구조는 당대 러시아의 석조 건축술과 설계술의 진가를 가장 잘 나타내주고 있다. 러시아의 석조 건축술은 몇 십년 후 1596년에 지어진 코로소보의 삼위일체 성당에서 가장 잘 드러나는데, 안타깝게도 이 기술은 동란 시대를 거치며 실전되었다. 이후 동란 시대가 끝난 17세기 초에 지어진 건물들은 대부분 16세기에 지어진 건물보다도 그 수준이나 질 면에서 떨어지며, 이전보다 훨씬 더 두꺼운 벽들과 더 촘촘한 천장 골격을 사용해야만 하였다.

### 1680년-1683년

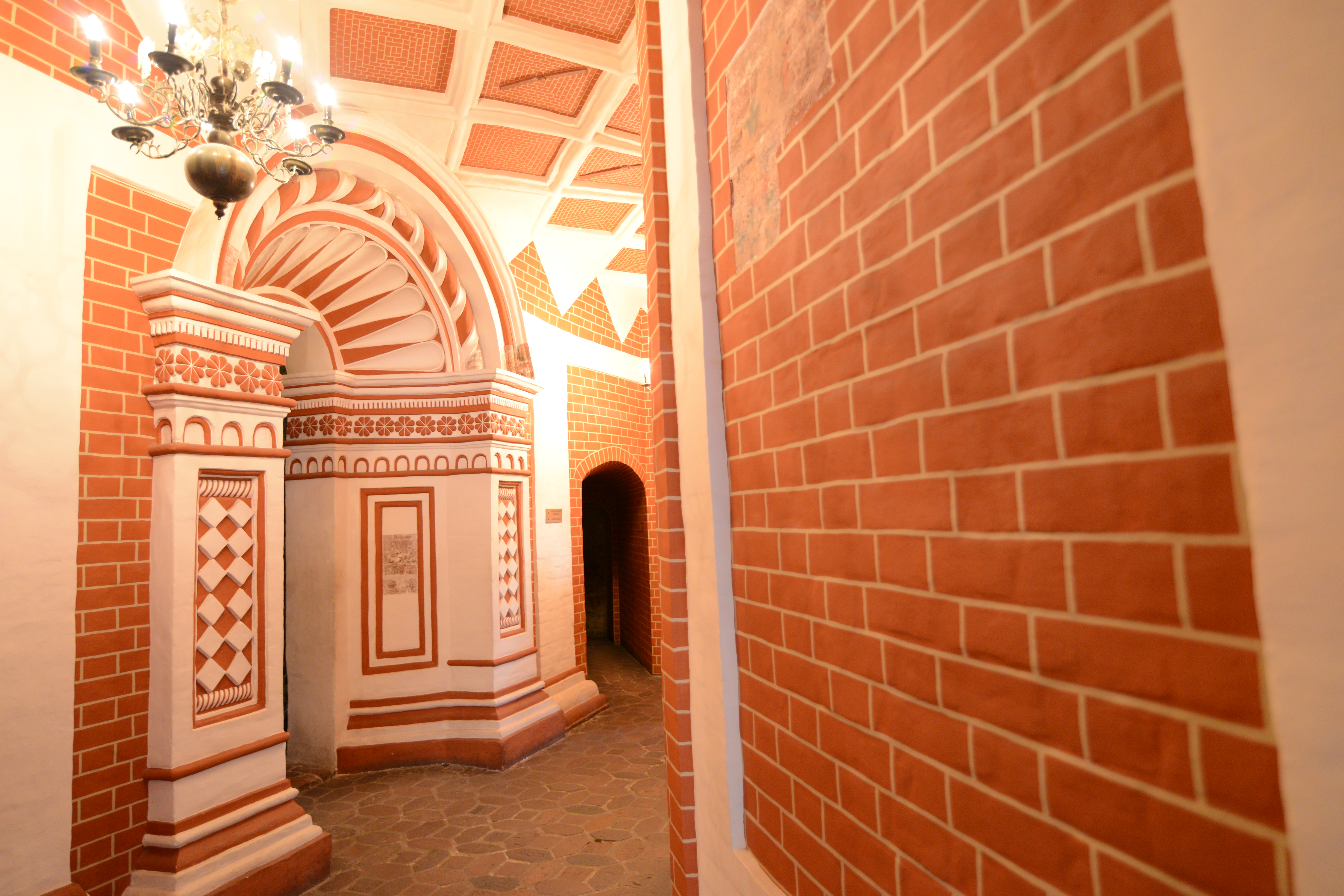
대성당 내부 모습

성 바실리 대성당은 1680년과 1683년 사이에 있었던 두 번째이자 가장 큰 규모의 개축 작업을 거친다. 이 때 9개의 교회 건물 모두가 다시 강화되거나 꾸며졌으며, 특히 건물의 1층 구조와 2층 구조를 이 때 새롭게 지어, 옛 건물에 완전히 새로운 구조물들을 더 덧붙이는 작업을 진행하였다. 이 구조로 인하여, 원래는 각기 따로 떨어져 있었던 9개의 교회들이 현재 우리가 볼 수 있는 것과 같이 하나의 단일한 건물로 변화한 것이다. 이때 원래 열린 구조였던 1층의 아케이드들이 벽돌 벽으로 채워졌고, 이로 인해 생긴 새로운 공간에 붉은 광장에 서있던 13개에 달하는 교회들에서 뜯어온 제단들이 놓였다. 1층의 플랫폼에 있던 목재 구조들과 계단들이 모두 벽돌로 바뀌어, 화재의 위험을 피할 수 있었다. 또한 현재는 텐트식 지붕이 덮여 있는 현관 구조를 포함한 거대한 갤러리 구조가 이때 함께 만들어진 것이다.
복구작업을 하며, 낡은 옛 종탑은 해체되었다. 다만 그 사각형 모양의 부지는 철거되지 않고, 새로운 종탑의 부지로 재활용되었다. 알렉시스 1세 시대 양식으로 지어진 이 종탑에는 이색적인 텐트식 지붕이 덮여있었고, 그 위용도 대단하여 대성당의 모습을 전체적으로 강력한 비대칭꼴로 만들어놓았다. 참고로 이 종탑은 남쪽과 동쪽에서 볼 때 가장 잘 보이지만, 워낙 그 크기가 크기에 서쪽으로 이동하여 관찰해도 눈에 잘 띈다.
공사와 함께 대성당의 첫 장식용 벽화도 이 때에 처음 그려졌다. 벽화들은 주로 꽃무늬 장식이었는데, 새로 만들어진 갤러리들에 주로 칠해졌고, 탑과 같은 구조물들은 그냥 벽돌 무늬를 그대로 내보이는 쪽으로 설계하였다. 마지막으로 1683년에, 노란색과 청색의 처마 장식이 더해졌는데, 이 장식에는 옛 슬라브어로 대성당의 역사에 대하여 간략하게 설명해 놓은 비문이 새겨져 있었다.

### 1737년-1784년
1737년에 대성당은 화재로 큰 피해를 입었고, 이후 '이반 미추린'이라는 이름의 러시아 설계자의 지휘 아래 재건되었다. 1683년에 만들어진 비문들은 공사 도중 모두 제거되었고, 복구 작업을 거치며 이때 처음으로 사람을 묘사한 벽화가 그려지게 된다. 1층과 2층의 내벽과 외벽은 모두 화려한 꽃무늬 벽화로 아름답게 장식되었고, 종탑은 신관을 통하여 대성당과 곧바로 통할 수 있도록 연결되었다. 또한 1600년대에 미처 채워지지 못한 1층의 아케이드들이 모두 벽돌로 채워짐에 따라 1층을 완전한 닫힌 공간으로 만들어 한때 이 9개의 교회들이 서로 독립적인 건축물이었던 흔적을 모두 없애버렸다.

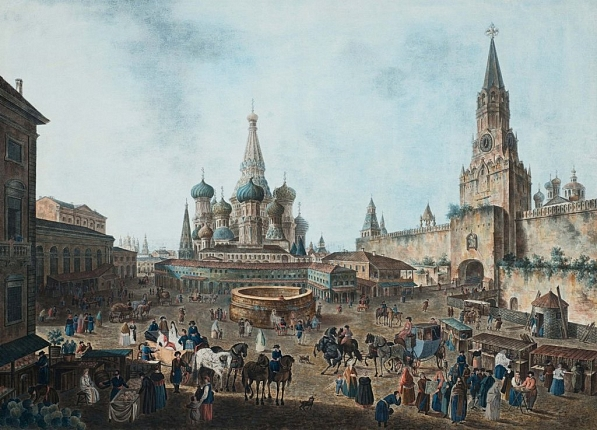
표도르 알렉세예프의 그림

### 1800년-1848년
표도르 알렉세예프가 1800년부터 약 2년간 그린 붉은 광장의 모습은 당시 대성당이 즐비하게 늘어선 상업 시설들에 의해 감싸진 모습을 잘 보여주고 있다. 이 당시에는 열을 지어 배열된 상업용 건물들이 붉은 광장을 복잡한 마당 같은 모습으로 탈바꿈시켜 그 어떤 때보다 광장이 사람들로 넘치고 혼잡하던 때였다. 1800년까지는 크렘린 성과 성당 사이가 여전히 거대한 해자로 인해 분리되어 있었다. 이 해자는 1801년에 알렉산드르 1세가 즉위할 때 대관식을 준비하기 위해 다시 물로 채워졌다. 1812년에 나폴레옹의 지휘에 따라 모스크바를 점령했던 프랑스 군인들은 대성당을 마굿간으로 사용했고, 조금이라도 가치가 있는 보물들은 모두 약탈해갔다. 대성당은 1812년에 모스크바에서 일어났던 대화재, 나폴레옹 군대의 포격을 피해 살아남아 보존될 수 있었다. 이후 러시아 군대가 모스크바를 되찾은 이후, 대성당은 1813년에 내부가 복원되었고, 외관은 1816년에 완전히 복구되었다. 다만 외관을 다시 덮을 때, 원래 있던 도기 타일을 복구하는 대신 주석으로 덮었다.
1813년 이래, 대성당의 애매한 위치는 러시아의 도시 계획자들 사이에서 치열한 논쟁을 불러일으켰다. 윌리엄 하스티에는 대성당 주위 건물들을 모두 철거하고, 모스크바 강까지 이르는 길을 트자고 제안하였다. 실제 실행된 안은 표도르 로스톱친이 입안한 것이었는데, 결국 대성당을 둘러싼 붉은 광장의 일부 공간을 비우는 것으로 결정되었다. 하스티에의 안은 도시를 완전히 바꾸는 것이었지만, 반대로 인해 실패했고, 최종 계획은 알렉산데르 1세가 1817년 12월에 칙령을 내려 실행되었다.
요세프 보베에 의해 진행된 재개발로 인해, 강과 성당 사이에 있는 크렘린 언덕의 사면이 깎였고, 그 잔해를 치워 성 바실리 광장이 만들어졌다. 이로 인해 붉은 광장이 강변으로 트였고, 성 바실리 대성당은 조그만 언덕 위를 깎은 곳에 홀로 서있는 모양새로 바뀌었다. 보베는 거대한 석조 테라스를 새로 쌓아 대성당과 모스크보레스카야 거리를 분리했다. 테라스의 완공은 1834년에 완료되었다. 추가적인 보수공사는 1848년까지 지속되었는데, 이로 인해 성당의 돔들이 현재 우리가 볼 수 있는 색깔을 갖추게 되었다.

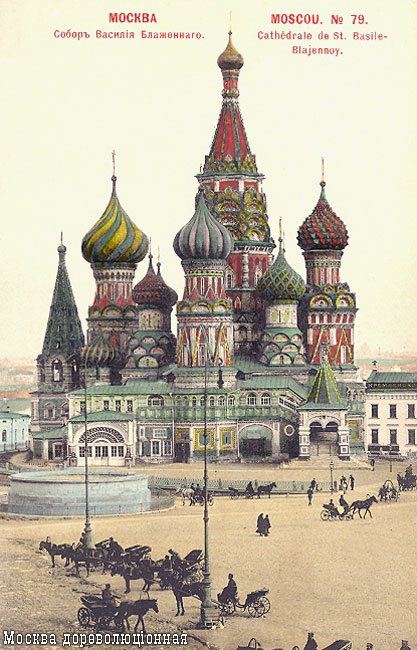
1900년대 초반의 성당

### 1890년-1914년
사람들은 1880년대와 1890년대에 걸쳐 성당을 적절히 보수하기 위해 노력을 기울였으나, 예산 부족으로 인해 대부분 이루어지지 못했다. 성당은 자체적인 수입원도 갖고 있지 못했고, 오직 사람들의 기부금에만 의존하였다. 당시 상트페테르부르크에 있던 중앙정부와 모스크바의 현지 사회는 자발적인 기부와 모금을 통해 주 정부와 시 정부가 직접적으로 성당에 경제적으로 지원을 해주어야 할 정도로 성당의 재정이 파탄에 이르는 것을 막았다. 그러나 니콜라스 2세는 1899년에 중앙정부의 적자로 인해 어쩔 수 없이 주 정부와 시 정부의 예산을 성당에 끌어쓰는 것을 허락하였으나, 주 정부, 시 정부, 심지어 교단의 성직자들까지 이 결정을 반대하였다. 한편 러시아 내의 성당 모금액은 1909년까지 10만 루블이 모였다.
복원 작업은 성당 돔의 지붕을 갈아끼우는 것부터 시작하였다. 건축가들은 1810년대에 교체되었던 주석 지붕을 갈아끼우는 과정에서 상당수의 타일들이 사라지거나 파손된 것을 확인하였고, 치열한 토론 끝에 결국 지붕에 있던 모든 타일들을 새롭게 갈아끼웠다. 또한 16세기에 쓰였던 벽돌들보다 더 작은 크기의 표준 크기 벽돌을 사용하여 복원한 점도 이 복원 작업에서 눈에 띄는 변화이기도 하다. 학자들은 19세기에 그려진 그림들이 옛 전통을 간직한 '진실한 예술품들'로 교체되어야 한다고 주장했다. 하지만 이는 중세 시대의 예술을 하나하나 고증해야하는 방대한 작업이었기에, 결국 작업가들은 진한 붉은색과 진한 녹색을 이용하여 고풍스러운 분위기를 만들어내었다.
1908년에 성당에는 따뜻한 바람을 이용하여 난방을 하는 시스템이 도입되었는데, 워낙 긴 공기관 때문에 열이 중간에 모두 빠져나가, 멀리까지 가지 못하고 성당의 동쪽과 북쪽 부분만을 데우는 데에 그쳤다. 결국 1913년에 온수 난방 시스템이 도입되어 성당의 나머지 부분까지도 데울 수 있게 되었다.

### 1918년-1941년
1차 세계대전 동안, 성당은 민족주의 연설가이자 러시아 인민 연합의 지도자 중 한 명이었던 이오안 보스토고브에 의해 지도되었다. 하지만 보스토고브는 국유재산이었던 교회 재산을 횡령한 혐의로 1918년에 볼셰비키에 의해 체포되었고, 결국 1919년에 처형당했다. 성당은 1923년에 공공 박물관으로 바뀌었으나, 종교 행사는 1929년까지도 계속되었다.
볼셰비키 지도부는 레닌이 죽은 이후, 성당을 완전히 파괴해 버리는 안을 생각해냈다. 1930년대 중반까지만 하더라도, 성당은 스탈린이 주도한 도시 계획의 장애물로 여겨졌고, 이로 인해 문화재를 보존해야 한다는 입장과 끊임없는 충돌을 겪게 되었다. 이 충돌은 1936년까지도 계속되었는데, 이로 인해 수없이 많은 기담들이 생겨났다. 가장 잘 알려진 이야기로는, 예를 들어 한 설계자가 모스크바의 붉은 광장의 축소 모형을 만들어 소련 지도부에게 보여주고 있었는데, 그 과정에서 성당의 모형을 들어 광장 밖으로 빼냈다고 한다. 그러자 이를 지켜보던 스탈린이 '그 것을 있던 자리에 다시 내려놓게'라고 말했다는 것이다. 하지만 이때까지만 해도 사회 전체적으로는 성당을 없애야 한다는 분위기가 강했고, 1933년 가을에는 성당을 철거하기 위해 기술자를 보낼 정도였다. 하지만 시간이 흐르며, 1937년에 이르러서는 심지어 당 지도부까지도 이 성당을 보존해야 한다는 것을 인정하였고, 결국 성 바실리 대성당은 혁명의 기간을 무사히 보내고 현대까지 보존될 수 있었다.

### 1947년-현재
2차 세계대전이 끝난 바로 그 다음 해에, 소련 정부는 성당 1층의 아케이드와 기둥들을 복구하였고, 갤러리의 아치형 천장들을 다수 정리하였으며, 19세기에 그려진 '역사적이지 못한' 유화들을 모두 지웠다. 이후 수많은 복구 작업들을 거치며, 나중에는 벽돌 모양을 본뜬 원래 그림이 1955년에 다시 복원되었다. 또한 오래된 석재 내부를 파내는 것을 허락하여, 성당을 처음 세울 때부터 있었던 목재 골조들을 헤쳐낼 수 있었다. 이후 1960년대에, 주석으로 덮여있던 성당의 지붕들이 구리로 바뀌었다.
현재까지 성당의 마지막 복구 작업은 2008년에 있었던 복구 작업이었다. 현재 성당은 여전히 박물관으로 쓰이고 있으나 1991년부터는, 러시아 정교회에서 종교적 의식을 치르는 것이 허가되었다. 1997년부터는 정기적으로 성찬예배를 드리고 있다.

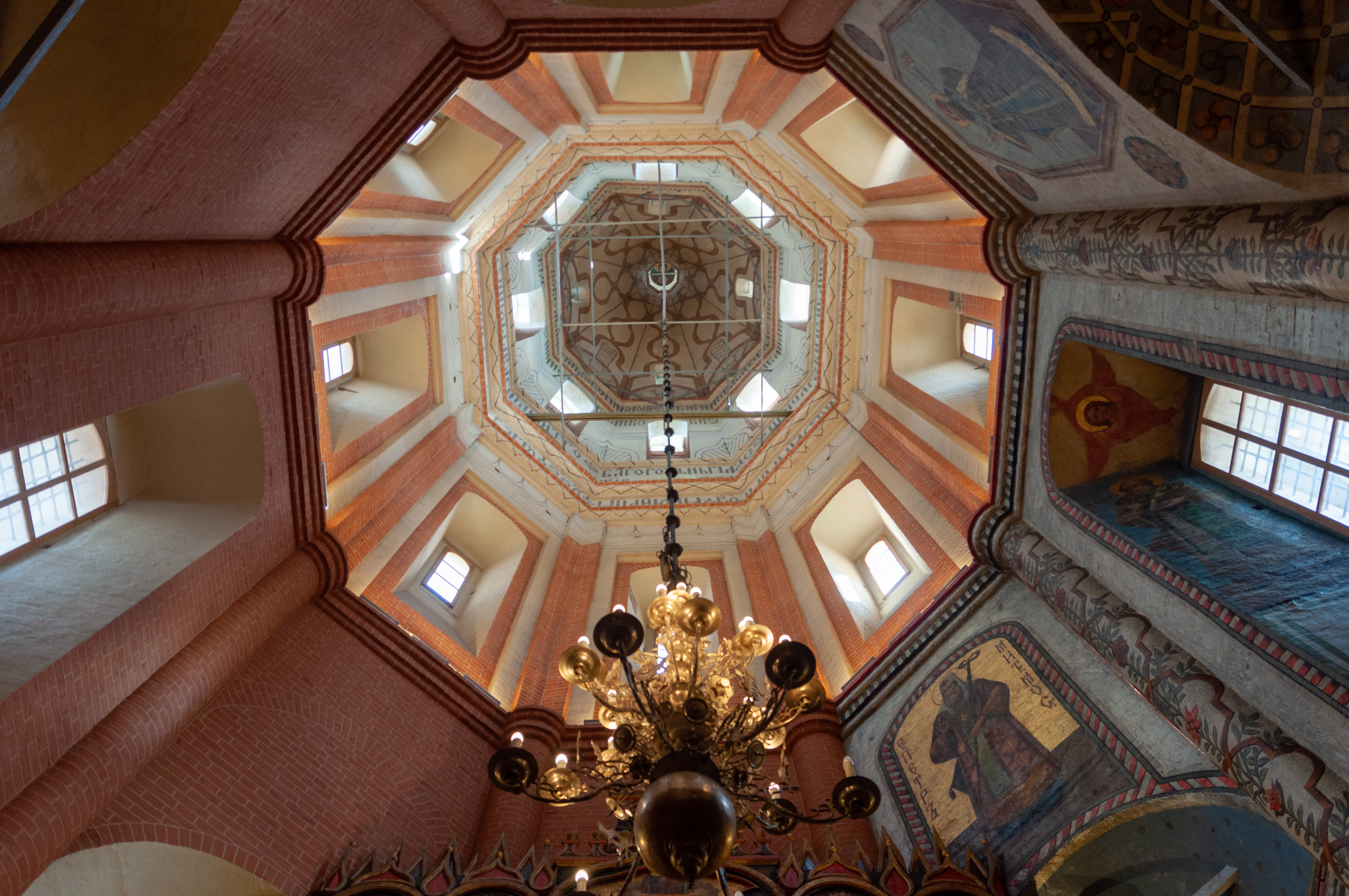
건물의 내부

## 건물
성 바실리 대성당의 기반은 중세 모스크바의 전형적인 건축 양식과 같이 하얀 기반암으로 만들어졌다. 성당 건물 자체는 28*14*8cm짜리 붉은색 벽돌들을 사용하여 만들어졌다. 당시 붉은색 벽돌은 사용된 지 얼마 되지 않은 건축 재료였는데, 모스크바에서 붉은 벽돌을 사용하여 지어진 건물들 중 가장 오래된 건물은 1485년에 만들어진 크렘린 성벽이었다. 현대에 들어 진행된 조사에 의하면 건물의 지하 구조는 전문적인 설계와 도면 작성을 거쳐 거의 완벽하게 만들어져 있으나, 점차 시간이 흐르면서 나중에 지나진 건물일수록 점차 규칙성이 덜해지고 그 정확도도 덜해진다는 것이 학계의 정설이다. 1954년과 1955년에 벽돌들을 교체하던 기술자들은 두꺼운 벽돌 벽 뒤에 숨겨져 있던, 성당 전체 구조를 가로지르는 내부 목재 구조를 발견하였다. 이 목재 골격은 정교하게 만들어진 얇은 목판들을 엮어 만든 것으로, 실제 성당의 크기로 미리 만들어놓은 다음 벽돌을 쌓아올려 그 뼈대 사이를 채운 것이라고 볼 수 있다.
건축가들은 당시 벽돌을 이용한 신식 건축 공법에 워낙 매료된 나머지, 벽돌을 사용하여 내부와 외부의 장식을 모두 꾸몄을 뿐만 아니라, 최대한 많은 면적의 벽돌구조들이 외부로 노출될 수 있도록 신경썼다. 만약 건물에 바위나 돌을 사용해야만 하는 경우가 있었다면, 그 위에 벽돌로 무늬를 넣어 아름답게 치장했을 정도였다. 하지만 이러한 건축 구조로 인하여 성당이 건축될 때 만들어졌던 초기 러시아 양식의 성화나 아이콘등은 대부분이 소실되었다. 우리가 현재 볼 수 있는 꽃무늬 장식은 상대적으로 그려진 지 얼마 되지 않은 것들이다. 다만, 성당은 3차원의 복합적이면서도 아름다운 벽돌 장식과 구조를 자랑한다.

## 색깔
현재 우리가 볼 수 있는 성 바실리 대성당의 원색적인 색감은 1680년대부터 꾸준히 이어져 내려온 단계적 절차들의 결과물이다. 러시아 예술은 17세기 경 더 밝은 색조의 색깔들을 사용하는 경향을 띠었는데, 이로 인해 성화나 아이콘과 같은 종교적 예술품들이 급격한 수요의 증가와 물감, 염색재들의 증가로 인하여 크게 발달하였다. 이러한 시대적 흐름에 따라 성당의 외관에도 눈에 확 띄고 원색적인 느낌을 주는 밝은색들이 많이 칠해졌던 것이다. 하지만 1500년대에 지어진 원래 성 바실리 대성당에 칠해졌던 색깔들은 이런 경향이 나타나기 전에 지어졌던 것이었고, 그로 인해 지금보다 훨씬 단조로운 색깔을 가지고 있었다. 초기의 성 바실리 대성당은 요한계시록에 나온 천상계의 모습을 따른 색깔을 띠고 있었다.성경에 나온 총 25개의 보좌들은 성당의 건축에도 영향을 주었는데, 1개의 중앙 돔 주위에 8개의 보조 돔, 그리고 서쪽에 4개의 돔, 그리고 또 다른 곳에 4개를 추가하여 보좌들마다 다 나름대로 짝을 맞추었다. 이러한 배치는 17세기까지 지속되었는데, 성당의 벽은 붉은 벽돌이나 벽돌 무늬를 넣은 흰색 돌들이 대략적으로 일정한 비율을 이루며 만들어져 있다. 성당의 양파 모양 돔은 주석으로 매우 얇게 도금되어 있는데, 이로 인해 햇빛이 비칠 때마다 러시아의 전통적인 종교적 색깔이었던 흰색, 붉은색, 황금색으로 찬란하게 빛나는 효과를 얻을 수 있었다. 또한 초록색과 푸른색은 성경에서 나온 '무지갯빛'을 표현하기 위해서 집어넣은 것이다.
대부분의 역사학자들이 16세기 초기 돔의 색깔에 대해서는 일치하는 견해를 보이나, 그 형태에 대해서는 의견이 분분하다. 어떤 학자들은 16세기에도 지금과 같이 양파 모양 돔들이 있었을 것이라 주장하지만, 어떤 학자들은 지금보다 더 납작한 구형의 돔이 있었을 것이라고 반박 하기도 한다. 

## 트리비아
- 이반 4세는 완공된 성 바실리 대성당의 모습에 반해 이런 아름다운 건물을 두 번 다시는 못 짓게끔 건축을 담당했던 '바르마'와 '보스토니크'의 눈을 멀게 했다고 하는 전설이 있으나[1][2], 사실이 아닌 것으로 보인다.(보스트니크가 완공 이후에도 활동했다는 기록이 있다.[3])
- 테트리스 시작시 배경에 나오는 건물도 이 성 바실리 대성당이다.
- 콜 오브 듀티: 모던 워페어 2에 나오는 조셉 앨런이 새긴 문신도 성 바실리 대성당이다.
- 라이즈 오브 네이션즈에서 나오는 불가사의인 크레믈린은 사실 성 바실리 대성당이었다.
- 내몽골 지역, 중국과 러시아의 국경부근에 성 바실리 성당의 모습을 재현한 건물이 있다. 이 내부는 과학 박물관이다.

## 갤러리

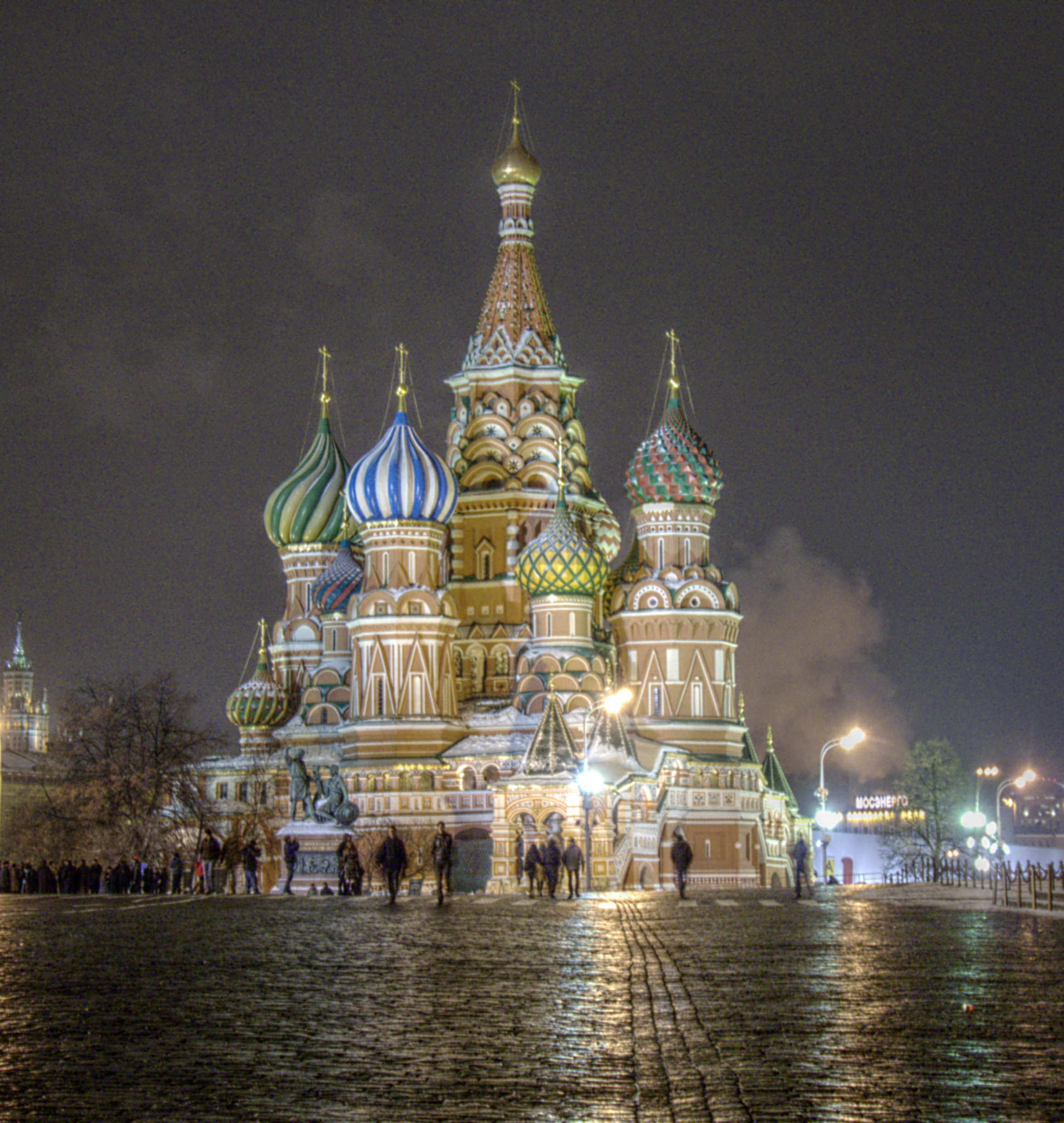
야경
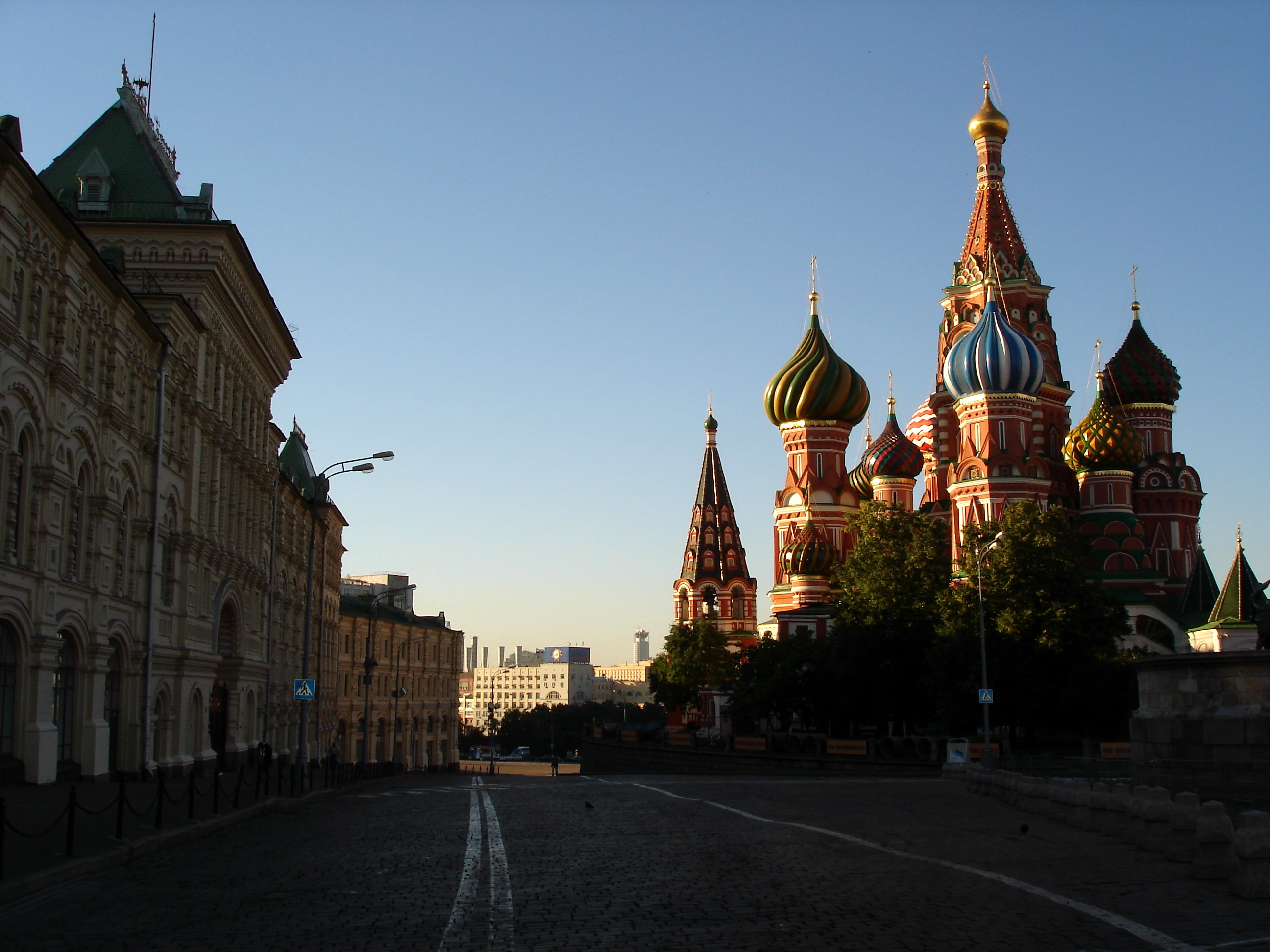
새벽
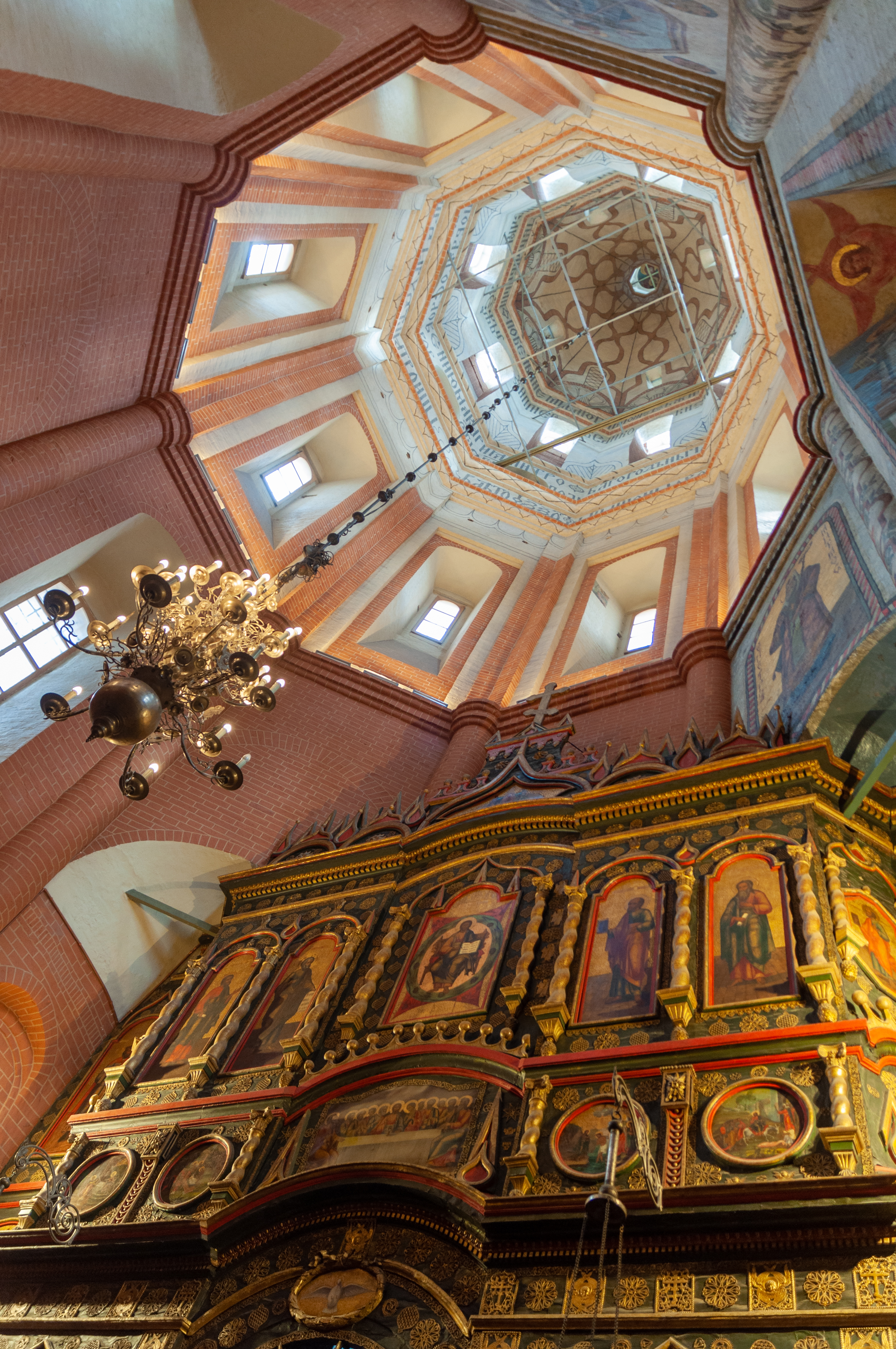
내부・돔
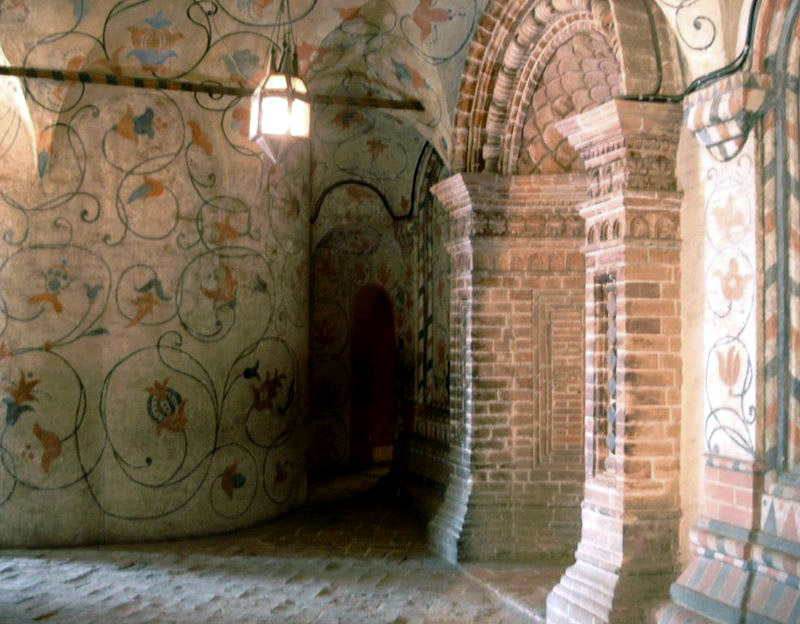
내부・벽화
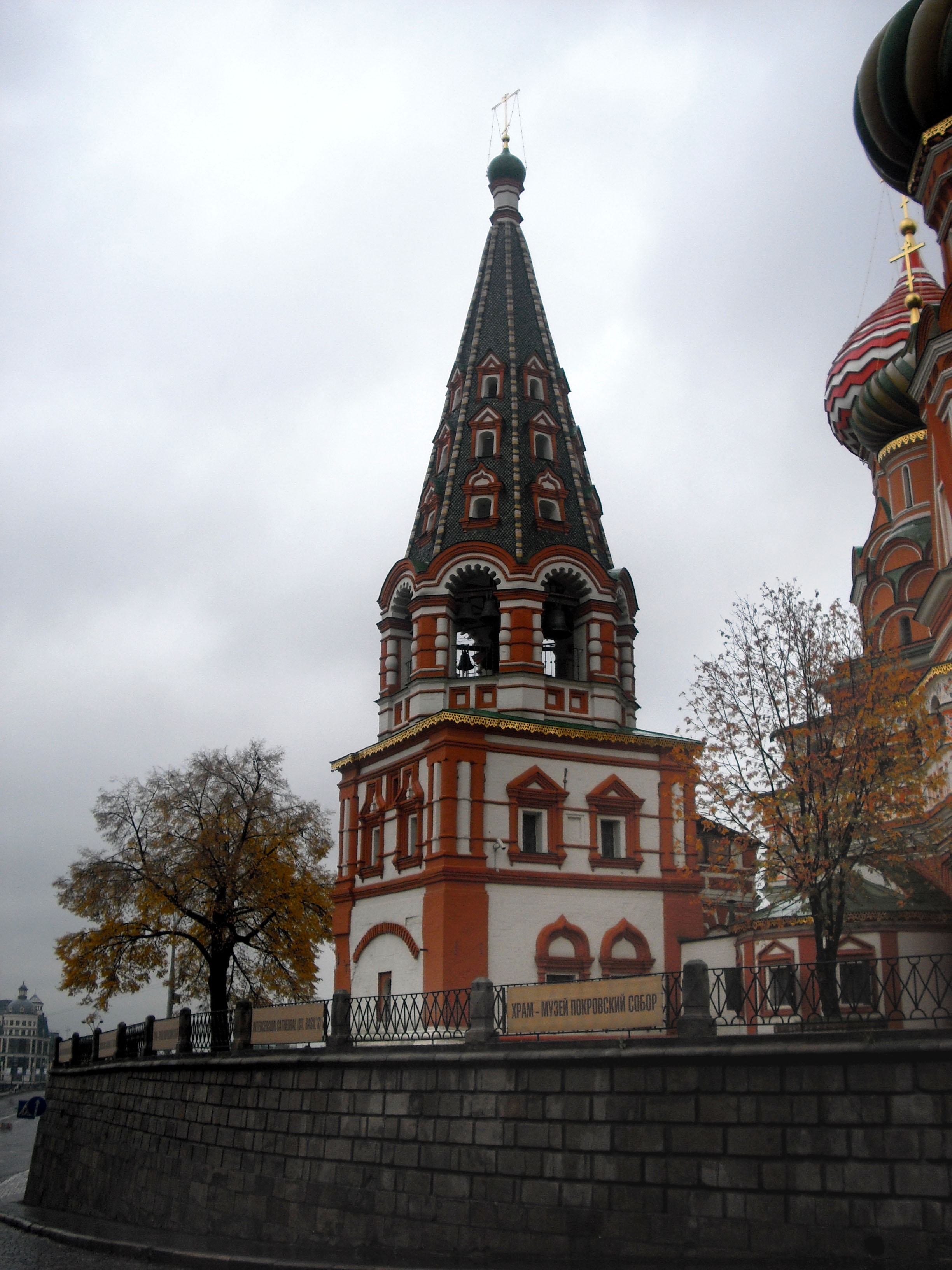
종루

## 비잔틴 양식
비잔틴 양식은 당시 비잔티움 제국 시기의 교회와 궁전의 건축에서 파생, 발전해왔다. 교회는 이탈리아 교회의 바실리카식의 평면을 채용했었으나 조금씩 둥근 돔의 지붕을 가진  건축물로 자리매김되었다. 기독교에 대한 박해가 없어지고 그리스도교가 공인이 되었던 시점부터 신앙을 가지고 순교한 순교자들이 영웅화되어 그들의 무덤위에 성당등이 건축되기 시작했는데, 이러한 교회건축을 시작으로 집중식 비잔틴양식의 건축양식이 시작되었다.

## 참고 문헌
- Perrier, Maureen (2002). 《The Image of Ivan the Terrible in Russian Folklore》. Cambridge University Press. ISBN 0521891000, ISBN 978-0-521-89100-4 |isbn= 값 확인 필요: invalid character (도움말).
- Watkin, David (2005). 《History of Western architecture》. Laurence King Publishing. ISBN 1856694593,ISBN 978-1-85669-459-9 |isbn= 값 확인 필요: invalid character (도움말).